# ベヒル
ベヒル（Beithir）またはベーヒアルは、スコットランドの伝説上の生物。

## 語源
語源は古代北欧語の「熊」に由来するとされる。

## 特徴
超自然的生物の総称という側面もあり、外見は一定しないが、ドラゴン・蛇・獣などの姿で表現される。
多くの場合、長く太い尻尾を持ち、翼は持たない。
刺突や噛みつきによって人を害し、被害者はベヒルより先に水場に辿り着けば傷は治癒するが、ベヒルが先に水場にたどり着いた場合治らない。
また蛇を殺す場合、頭を胴体と一定距離離した上で破壊しなければ、部位が合体してベヒルとなるともいわれる。
水に関する精霊フーアにも含まれるといわれるが、これは近代以降付与された属性であるとされる。

## 未確認生物としてのベヒル
ベヒルは未確認生物としても知られ、1930年代から1975年まで目撃があった。
1930年代、ア・ミューリ湖付近の陸上を3メートルのベヒルが移動しているのが目撃される。
1965年9月、パースのA85道路を運転していた複数人の住民が、道路沿いにいる約6メートルのベヒルを目撃した。
ある目撃者は「ベヒルは芋虫のように前進した」と報告したが、日本語の文献では、動きではなく外見が芋虫であったとされている。
1975年、インヴァネス近郊で五人の漁師が、滝の上流にある浅瀬でとぐろを巻いたベヒルに遭遇した。ベヒルは漁師たちに見られていることに気がつくと、のたうちまわりビューフォート城付近の峡谷を通って消えた。
これらの未確認生物としてのベヒルの正体は、非常に巨大なウナギなのではないかと考えている動物学者もいる。